# Собко Іван Петрович
Іван Петрович Собко (1912, село Миронівка, тепер місто Обухівського району Київської області — ?) — український радянський діяч, секретар Чернігівського промислового обласного комітету КПУ, 1-й секретар Бродівського районного комітету КП(б)У Львівської області.

## Життєпис
Працював на відповідальній роботі в Дарницькому районі міста Києва.
Член ВКП(б) з 1940 року.
З 26 липня по 18 серпня 1941 року — в Червоній армії, учасник німецько-радянської війни. Служив політруком роти 1048-го стрілецького полку 286-ї стрілецької дивізії. 18 серпня 1941 року був важко поранений, в листопаді 1941 року демобілізований з Червоної армії.
З 1944 року — завідувач відділу пропаганди і агітації Бродівського районного комітету КП(б)У Львівської області.
На 1947—1948 роки — 1-й секретар Бродівського районного комітету КП(б)У Львівської області.
На 1953 рік — завідувач сектору відділу пропаганди і агітації ЦК КПУ.
На 1957—1963 роки — завідувач відділу пропаганди і агітації Чернігівського обласного комітету КПУ.
15 січня 1963 — 7 грудня 1964 року — секретар Чернігівського промислового обласного комітету КПУ із пропаганди.
10 грудня 1964 — після 1971 року — начальник Чернігівського обласного управління культури.
Подальша доля невідома.

## Звання
- політрук

## Нагороди
- орден Трудового Червоного Прапора (23.01.1948)
- орден «Знак Пошани» (26.02.1958)
- медаль «За бойові заслуги» (1945)
- медалі